# 汐止濟德宮
25°04′07″N 121°39′28″E / 25.068528°N 121.6577404°E
汐止濟德宮，俗稱汐止媽祖廟、水返腳媽祖廟，是位於臺灣新北市汐止區禮門里的媽祖廟，為臺灣電視劇《通靈少女》主要取景地點，主祀為媽祖，神像高1.5公尺，神像手腳關節能伸展活動，為全臺灣少見的粉面軟身媽祖神像。

## 歷史沿革
清乾隆年間，仕紳籌資在汐止老街建廟奉祀天上聖母、清水祖師等神祇，為汐止歷史最悠久的媽祖廟。俗稱「汐止媽祖廟」、「水返腳媽祖廟」。位在正殿的點金柱、西廂的註生娘娘殿中石柱，分別建造於道光二十七年(1847年)、咸豐八年（1859年）
乙未戰爭，因廣東籍士兵內鬨，互相殺害，水返腳鄉勇於此廟前歸順日軍。1935年，日本政府強迫廟方捐地建宿舍，被迫遷至秀峰山腳下，直到1946年在舊址對面空地重建廟宇。殿中保有兩根建造於清治時期的石柱。廟方一直希望在原址重建，卻因資金不足、和地主未達成共識等因素，計畫停滯。廟宇設有北管樂團樂清軒，每逢初一、十五，成員齊聚媽祖廟進行彩排。1990年代，受到兩次颱風影響，許多文獻資料被毀，連主殿奉祀的軟身媽祖神像歷史也已無從查詢。
廟產擁有鄰近房舍的土地，數十棟民宅、包括汐止市長宿舍在內的數間市公所宿舍。但約1990年代因住戶開始欠繳地租，土地稅金只好由廟方繳交。約1996年起，廟方無力負擔，到2001年時已積欠新台幣五百餘萬元稅金，導致法院來函限期查封。經由廟方主委許老成與汐止市長周麗美商量後，由市公所依協調編五年的租金，讓濟德宮繳稅。當時報導時許老成表示，若順利收到住戶租金，濟德宮可望改建為挑高建築。
2017年，電視劇通靈少女 (電視劇)劇組在此借地取景拍戲，讓身為主要場景的汐止濟德宮知名度大開，不時有民眾慕名前往。在同年5月報導時，廟方說香客至少成長二成，因此特別訂製紀念章，讓戲迷蓋印留念。

## 新廟重建
- 自2016年起廟方每年都會於信徒大會上擲筊，請示媽祖是否進行廟宇重建。
- 2019年信徒大會，連獲3聖杯，主委許仲辰帶領管理委員會再次啟動廟宇遷回舊址計畫。
- 2019年10月20日，林貴榮建築師前往濟德宮向媽祖說明濟德宮重建設計甲乙兩方案，並擲筊獲得三個聖杯。
- 2019年12月7日，舉行動土典禮，開始進行建造申請、設計圖及後續的發包。
- 2021年4月5日，開始土地建上物拆除。
- 2021年7月，進行假設、破壞及施作預壘樁等工程。
- 2022年7月，地下一樓、地上一樓樓地板完工。
- 2022年9月，龍柱安裝。
- 2024年4月15日 安裝神獸銅器。
- 2024年6月21日舉行上樑典禮。

因濟德宮新廟方位為坐北朝南，於2026年無法安座，因此預計於2027年進行安座儀式。
天光，是濟德宮重建設計的初始思維，「光」賦予萬物以生命，「光」更是建築的靈魂，「光」能活化建築的形式與空間，帶來光明，更帶來希望。
重建新廟是結合現代與傳統風格，向南仰角71.86度設置頂窗，引進天光，每年媽祖誕辰（農曆3月23日）中午12點，陽光將會直射到媽祖聖壇，彷彿媽祖「放光」，發出溫煦的光輝，撫慰衆生，點亮人們心裡的光，溫暖每位信眾的心靈。建築方面包含文物館等三層的建築，已保存汐止「最資深」的媽祖廟往日風華。
未來規劃主殿為汐止媽、霞海王爺及清水祖師，二樓則是西秦王爺、註生娘娘、太歲殿、地藏王菩薩以及五路財神和文昌君共有六殿，三樓的部分則是文物館，放置古早所遺留下的文物、匾額及1847年至今的梁柱，四樓是一個露天平台，可以由高處往下俯瞰，眺望汐止老街，五樓則休息室，可以做一些規劃使用。而一層樓面約落在130坪大小，期盼能夠盡速落成。

## 祭祀與活動

### 農曆春節
- 農曆年底，舉辦迎新送舊贈春聯活動暨免費命理諮詢
- 農曆正月初一，上午打齋及發放發財金
- 農曆正月初一至初三，新春誦經祈福法會
- 農曆正月初五，太歲、光明、平安、財神燈等開燈安座法會
- 農曆正月初八子時，團拜天公
- 農曆正月十五至十七，祭改法會
- 南巡及北巡進香

### 與媽祖童在一起
- 每年國曆3月底4月初，會與多單位共同舉辦童玩節活動

### 天上聖母聖誕千秋
- 農曆三月二十日，開燈安座法會及博媽祖平安餅
- 農曆三月二十一日，媽祖壽宴平安餐會
- 農曆三月二十二日，打齋
- 農曆三月二十三日，上午躦鑾轎，下午汐止踩街遶境

### 補運普渡法會
- 農曆六月六日，開天門補運
- 農曆七月十二日，慶讚中元普渡法會、平安餐會

### 中秋晚會
- 中秋節前周末，中秋晚會摸彩活動

### 媽祖成道日
- 農曆九月九日，三獻大典

### 百人行腳
經擲筊請示媽祖，舉辦行腳相關活動。(曾至汐止境內、松山慈祐宮、七堵慶濟宮、基隆慶安宮)

## 管理委員會
- 主任委員：許仲辰
- 副主任委員：余春長、陳安男
- 管理委員：蘇聖傑、林松田、葉文雄、施福吉、蘇素卿、陳蔡蕋、蘇芳櫻、洪進雄、李寶桂、許戊己
- 常務監委：張光雄
- 監察委員：黃燕鳳、黃瑞必
- 歷任主任委員：林閃、許老成

## 外部連結
- 官方网站
- 汐止濟德宮的Facebook專頁